# Fernand Desrousseaux
Pour les articles homonymes, voir Desrousseaux.
Fernand Desrousseaux, né le 23 octobre 1879 à Tourcoing (Nord) et mort dans cette même ville le 26 août 1956, est un footballeur international français évoluant au poste de gardien de but.

## Carrière
Fernand Desrousseaux est l'un des fondateurs du club de l'US Tourcoing en 1898. Initié au football au Lycée de Tourcoing par un professeur d’anglais, il participe à la création de l'US Tourcoing en mai 1898, en compagnie d'Albert Fromentin, l'un des surveillants de ce même lycée. Ayant d'abord évolué aux postes d'arrière et d'avant, c'est en 1904 qu'il prend le poste de gardien de but.
Parallèlement, il passe dès 1900 l'examen pour devenir arbitre officiel, qu'il réussit. En 1905, il arbitre d'ailleurs la finale du Challenge international du Nord remportée le champion de Belgique, l'Union saint-gilloise.
Cette même année 1905, il est sélectionné pour être le gardien de but de l'équipe nordiste dans le célèbre match Paris-Nord, mais les joueurs de l'US Tourcoing ne se présentent pas le jour du match.
Durant l'été 1908, l'Équipe de France participe au tournoi de football des Jeux olympiques d'été de 1908, à Londres. Deux équipes sont retenues côté français, la France A et la France B. Profitant de nombreux forfaits, Fernand Desrousseaux est sélectionné dans l'équipe de France B. L'équipe de France B est éliminée dès son entrée en jeu, au premier tour, défaite par le Danemark sur le score de neuf buts à zéro. À cette occasion, Fernand Desrousseaux est titularisé dans les buts de la France.
En 1909, il remporte avec l'US Tourcoing le second titre de champion du Nord USFSA de l'histoire du club, après son premier obtenu en 1900,,. En demi-finale du championnat de France, Tourcoing est battu 1 à 0 par le CA Paris, avec Fernand Desrousseaux dans les buts tourquennois.
La saison suivante, il cède le poste de gardien de but de l'US Tourcoing au futur international Albert Parsys.
Il devient dès lors vice-président de l’US Tourcoing, avec une curieuse façon de suivre les matches de son club. «Impressionnable, il n'a jamais le courage de paraître sur le terrain où l'US Tourcoing dispute un match. Durant toute la rencontre, il se tient dans un café des environs attendant impatiemment la sortie des premiers spectateurs pour courir aux nouvelles», rapporte Le Miroir des Sports en 1923. Quelques années plus tard, il deviendra l’un des premiers speakers-reporters de match de football en France.
Pendant la première guerre mondiale, Desrousseaux, ingénieur de profession, sera mobilisé au sein d’une usine de fournitures de guerre.
En 1922, il est désigné manager de l'équipe du Nord, pour le match Paris-Nord.